# Neit
Neit (zvana i Nit, Net ili Neith) je u Egiptu bila vrlo staro božanstvo. Nadimci su joj "Majka Bogova", "Gospodarica Luka, Vladarica Strijele". Bila je zaštitnica grada Zau, božica ratovanja i lova. Neit odgovara božici Ta-Nit, štovanoj u sjevernoj Africi. 

## Karakteristike
Neit je personifikacija prvotnih voda, dakle povezana je s Nunom, prvim oceanom koji je imao svoju suputnicu Naunet. Zato je Neit bila velika majka bogova, stvoriteljica iz mora. Štitila je brak i žene. Također, štitila je i mrtve, a pomagale su joj tri božice, Izida, Neftis i Selkis. Četiri Horusova sina su također bili pomagači, posebno Duamutef. U kasnijim vremenima je postala majka zmije Apopa, koja je stvorena iz Neitine sline. Kao božica vode, postala je Sobekova majka, iako postoji mit da je Sobek prerušeni Geb. Također, žena je boga-ovna Hnuma. Herodot je smatrao da je Neitin pandan Atena. Atena je u grčkoj mitologiji božica rata i mudrosti. Jedan stih slavi Neit: "Ja sam sve što je bilo, što jest i što će biti." Kao i druge egipatske božice, prikazuje se u liku žene sa simbolom na glavi.

## Vanjske poveznice
|  | Zajednički poslužitelj ima još gradiva o temi Neit |